# Liêu Bắc
Liêu Bắc (Wade-Giles: Liaopei) là một tỉnh cũ tại Trung Quốc. Hiện nay hầu hết diện tích của tỉnh Liêu Bắc thuộc địa giới của Khu tự trị Nội Mông Cổ. Tên của tỉnh bắt nguồn từ vị trí địa lý nằm tại phía bắc của tỉnh Liêu Ninh.

## Địa lý
Liêu Bắc nằm ở phía tây của đồng bằng Đông Bắc, phía tây bắc là sườn nam của Đại Hưng An Lĩnh và là nơi cư trú của dân du mục Mông Cổ. Lãnh thổ của tỉnh nay là các huyện Chương Vũ, Pháp Khố, Khương Bình, Xương Đồ thuộc Liêu Ninh; Tứ Bình, Lê Thụ, Song Liêu thuộc Cát Lâm; phần lớn địa cấp thị Thông Liêu và một phần nhỏ minh Hưng An thuộc Nội Mông. Tổng diện tích của tỉnh là 121.624,17 km², dân số khoảng 4.904.399 người. Các tỉnh xung quanh từ phía bắc là Hưng An và Nộn Giang, phía đông giáp với Cát Lâm và An Đông, phía nam giáp với Liêu Ninh, phía tây giáp với Nhiệt Hà và Sát Cáp nhĩ.

## Lịch sử
Liêu Bắc nguyên là một đơn vị hành chính của Mãn Châu Quốc. Sau Chiến tranh thế giới thứ hai, chính quyền Quốc Dân đảng tại Trùng Khánh vào đầu tháng 9 năm 1945 đã bổ nhiệm Lưu Hàn Đông làm chủ tịch tỉnh Liêu Bắc, tổ chức chính quyền tỉnh Liêu Bắc tại thành phố Tứ Bình và thành lập chính quyền trù bị tỉnh Liêu Bắc tại Trùng Khánh. Sau chiến dịch Tứ Bình trong nội chiến Trung Quốc, địa bàn tỉnh nằm dưới sự kiểm soát của Đảng Cộng sản Trung Quốc.